# Saint-Bérain-sur-Dheune
Saint-Bérain-sur-Dheune é uma comuna francesa na região administrativa de Borgonha-Franco-Condado, no departamento Saône-et-Loire. Estende-se por uma área de 12,74 km². Em 2010 a comuna tinha 573 habitantes (densidade: 45 hab./km²).